# Max Dauthendey
Max Dauthendey   (Würzburg, 25 de juliol de 1867 - Malang, 29 d'agost de 1918) va ser un autor i pintor alemany del període impressionista. Va néixer a Würzburg i va morir a Malang. Juntament amb Richard Dehmel i Eduard von Keyserling, és considerat com un dels autors més influents d'aquest període. Dauthendey va quedar encallat a Java a l'esclat de la Primera Guerra Mundial. Els intents de proporcionar-li un pas segur de tornada a Alemanya van fallar.P

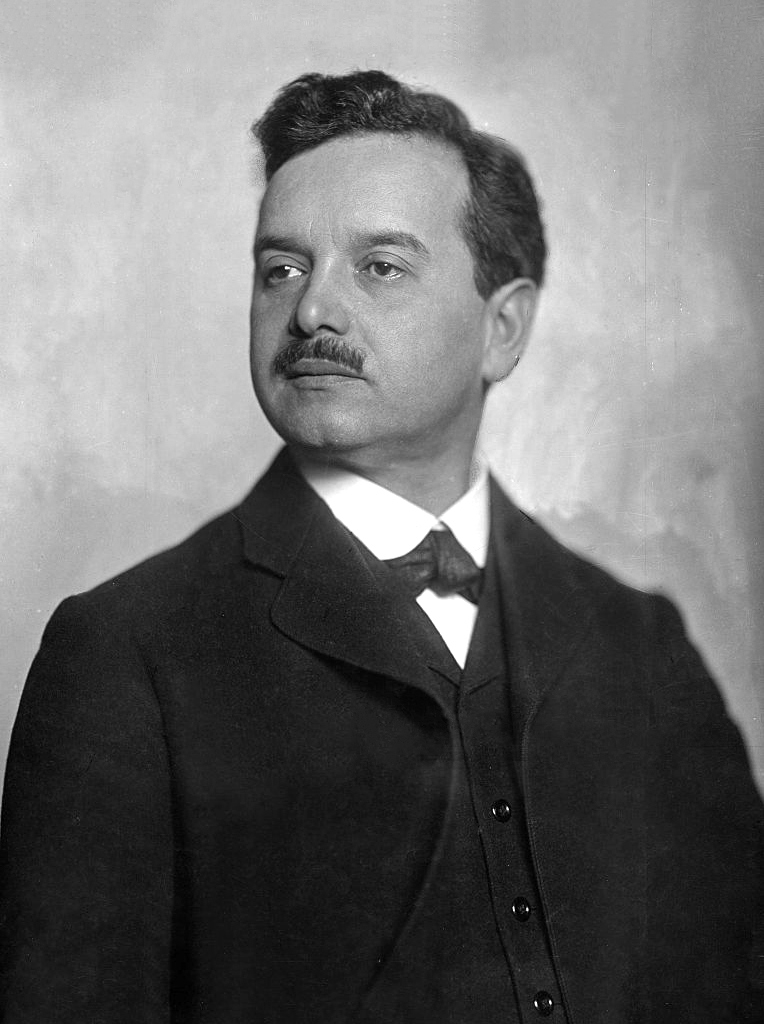
Max Dauthendey de Nicola Perscheid c. 1910.

El lloc de naixement de Dauthendey, on la família va viure fins al 1876, va ser destruït durant el bombardeig de Würzburg a la Segona Guerra Mundial.

## Rebuda
La lletra i la prosa lliures i rítmiques determinades pels colors i els tons van fer de Dauthendey un dels representants més importants de l'impressionisme a Alemanya. Les seves obres estan determinades pel seu amor per la natura i la seva estètica. Amb un do virtuós per al llenguatge, va traduir la seva sensibilitat per les impressions sensuals en obres d'art verbals impressionistes.
Stefan George va dir sobre els seus poemes que «són l'únic que ara és completament nou en tota la literatura […] un art peculiar que es pot gaudir amb més riquesa que la música i la pintura, perquè tots dos estan junts».
El seu primer poemari de 1893 titulat Ultravioleta ja mostra els inicis d'un poder visual impressionista, que revela la percepció dissenyada poèticament dels colors, les olors, els tons i els estats d'ànim. En la seva natura i poesia amorosa posteriors, això va augmentar fins a la glorificació del sensual i l'eròtic i es va trobar amb la seva filosofia, que veia la vida i el món com una celebració, com un panpsíquic, una celebració mundial. Rilke el va descriure com «un dels nostres poetes més sensuals, en un terme gairebé oriental».
Les novel·les com a imatges atmosfèriques lírico-impressionistes amb experiències personals de viatge permeten sentir un desig fresc i narratiu. Les col·leccions "Lingam" (1909) i "Les vuit cares del llac Biwa" (1911) marquen el punt culminant artístic de la seva obra.